# ISQUARE
Le iSQUARE est un gratte-ciel de Hong Kong de 31 étages, ouvert en décembre 2009.

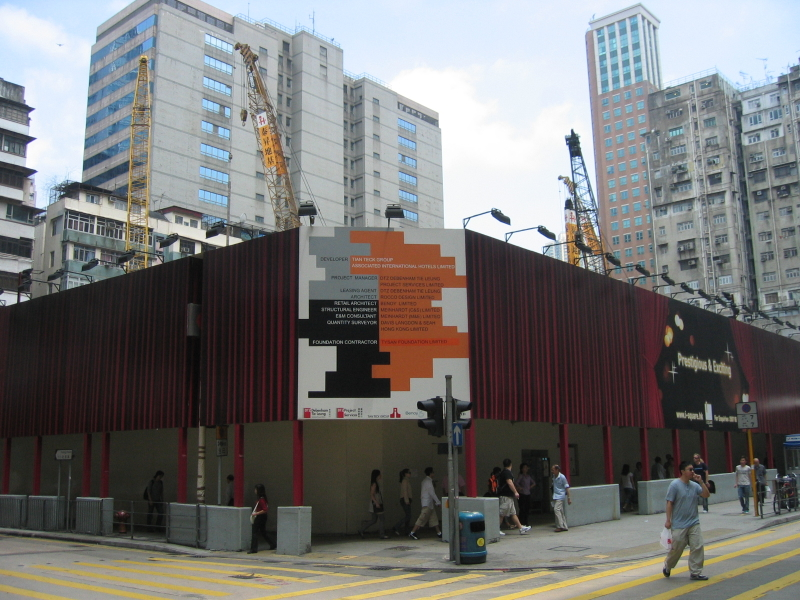
Site de construction en mai 2007
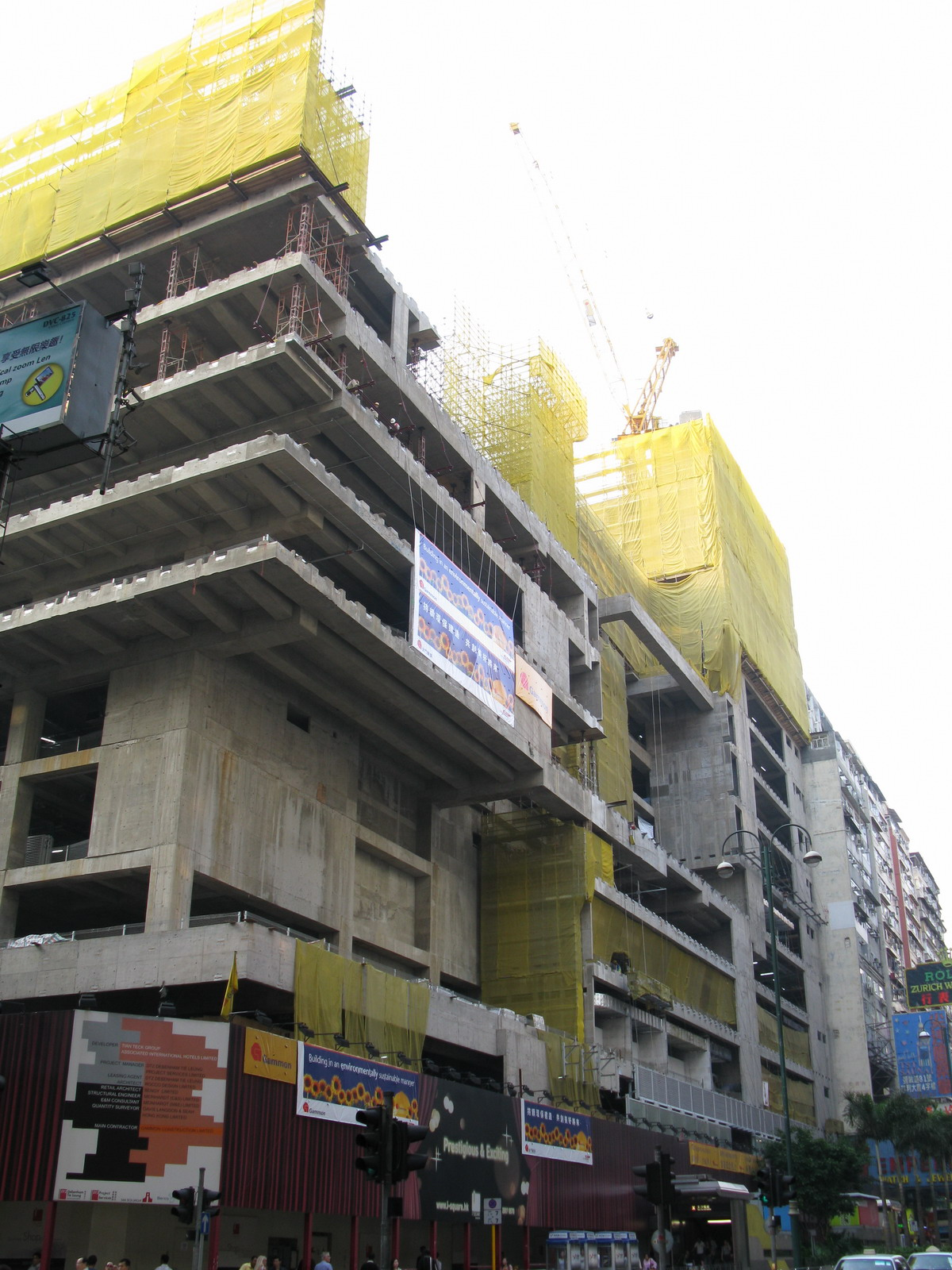
iSQUARE en construction en octobre 2008
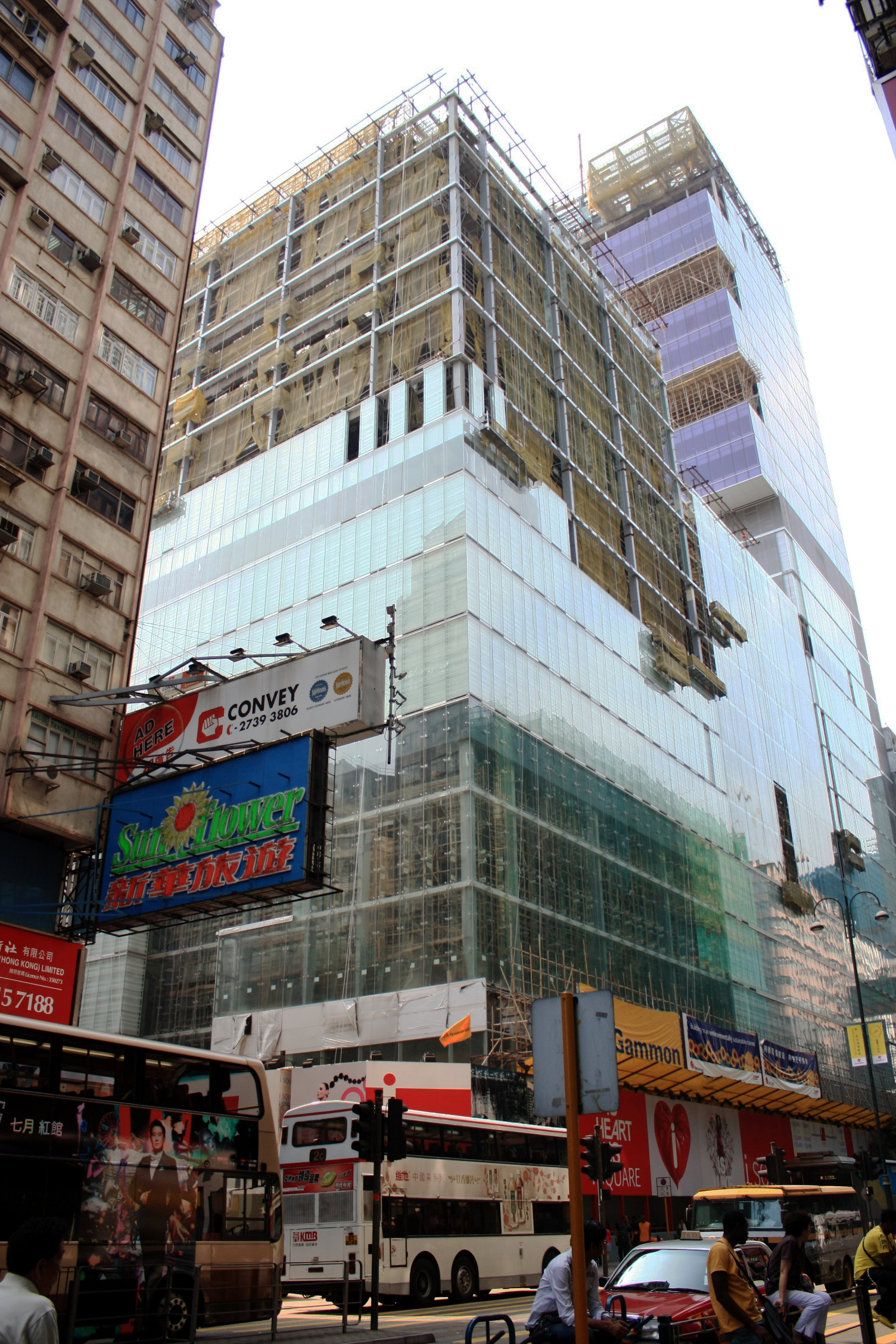
iSQUARE en mai 2009
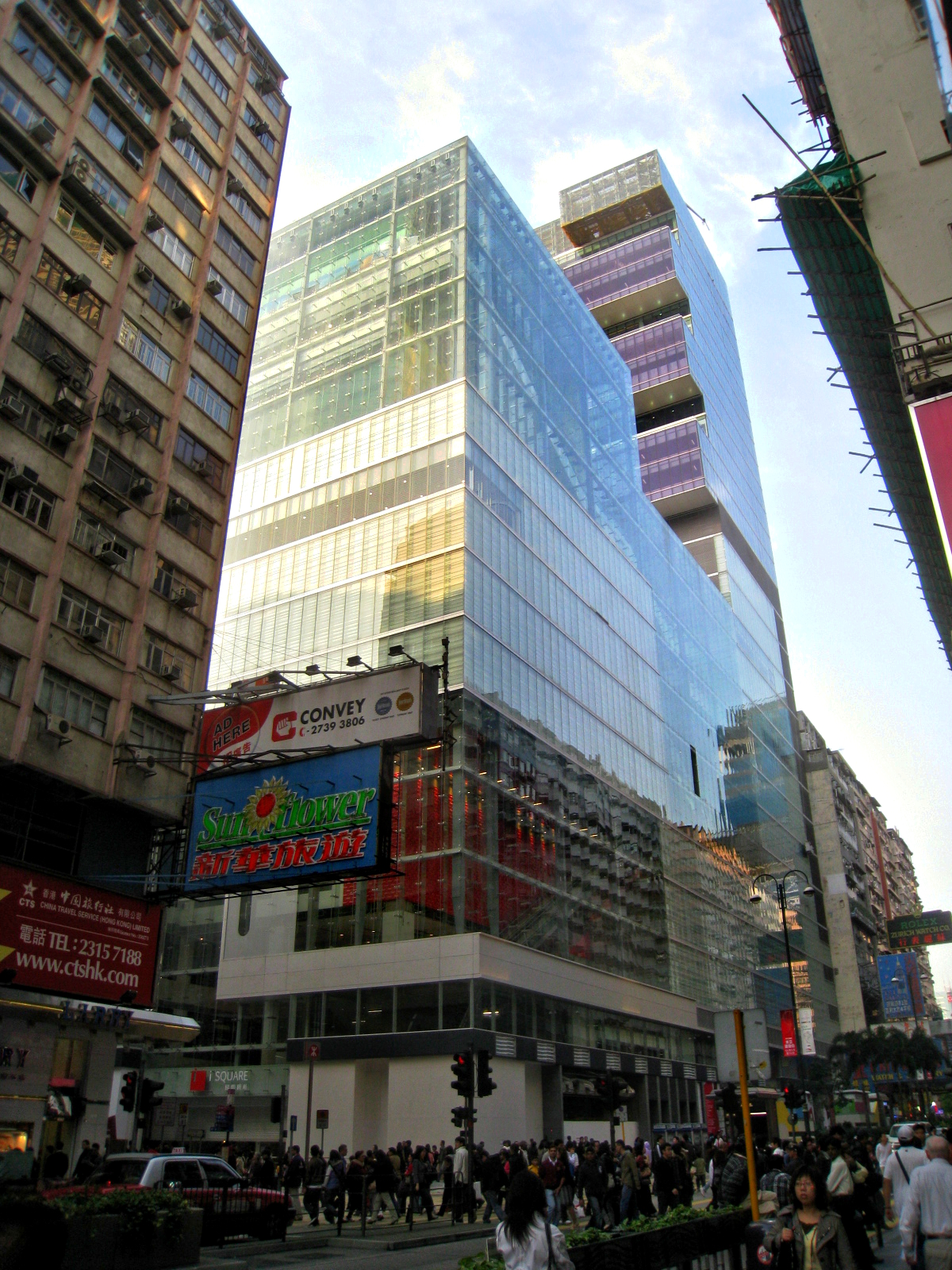
iSQUARE en décembre 2009

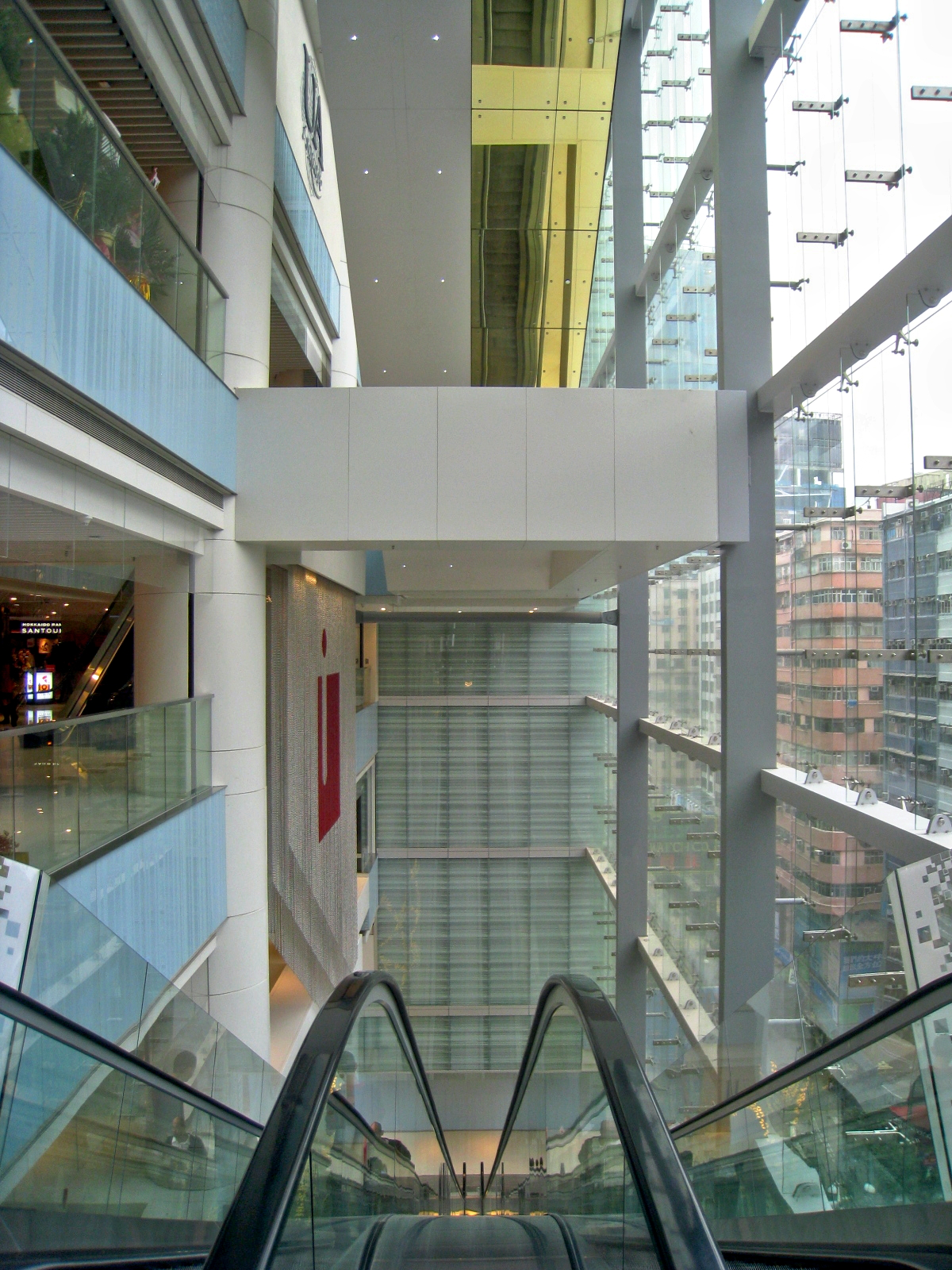
Intérieur du iSQUARE
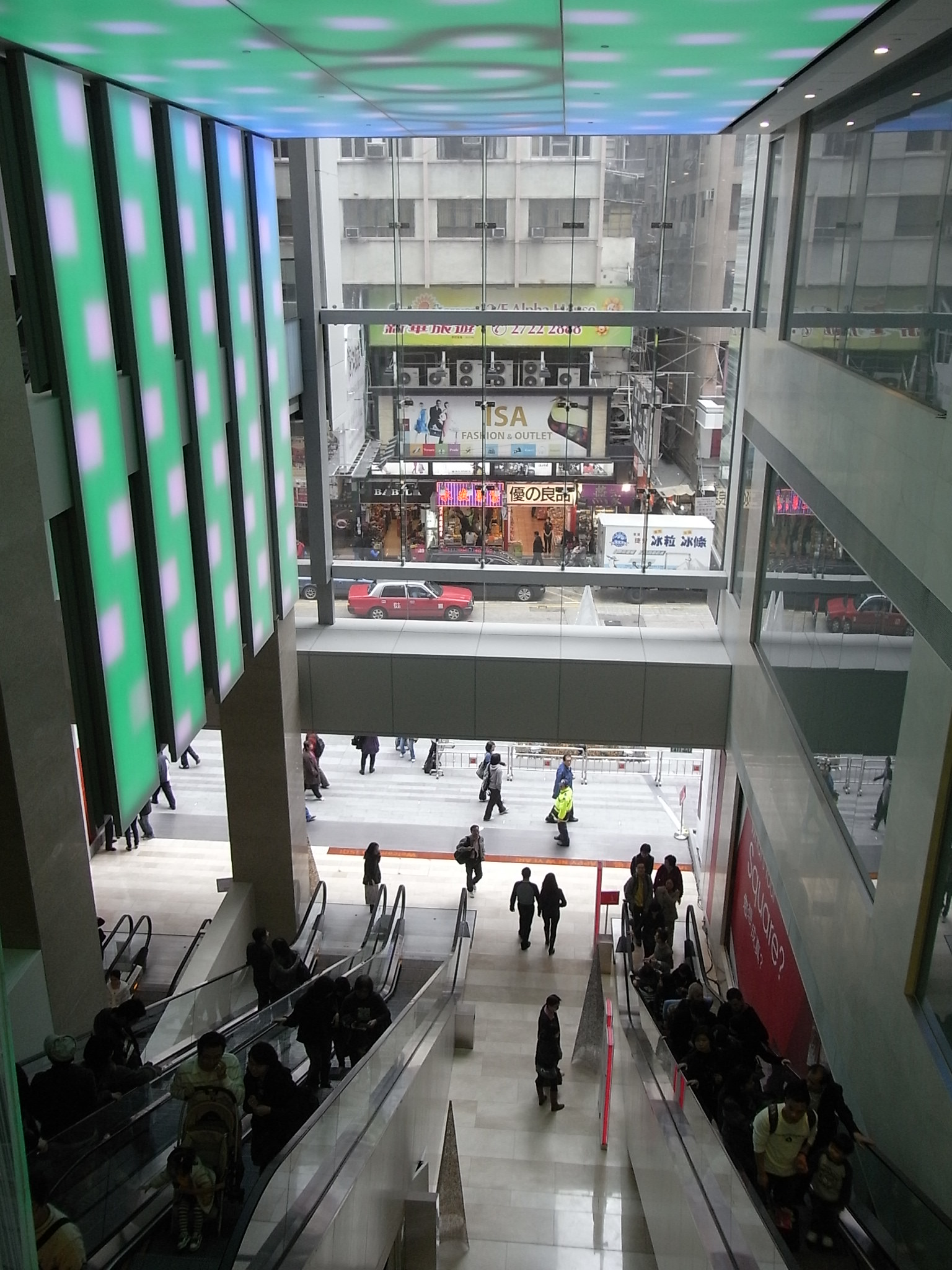
Intérieur du iSQUARE
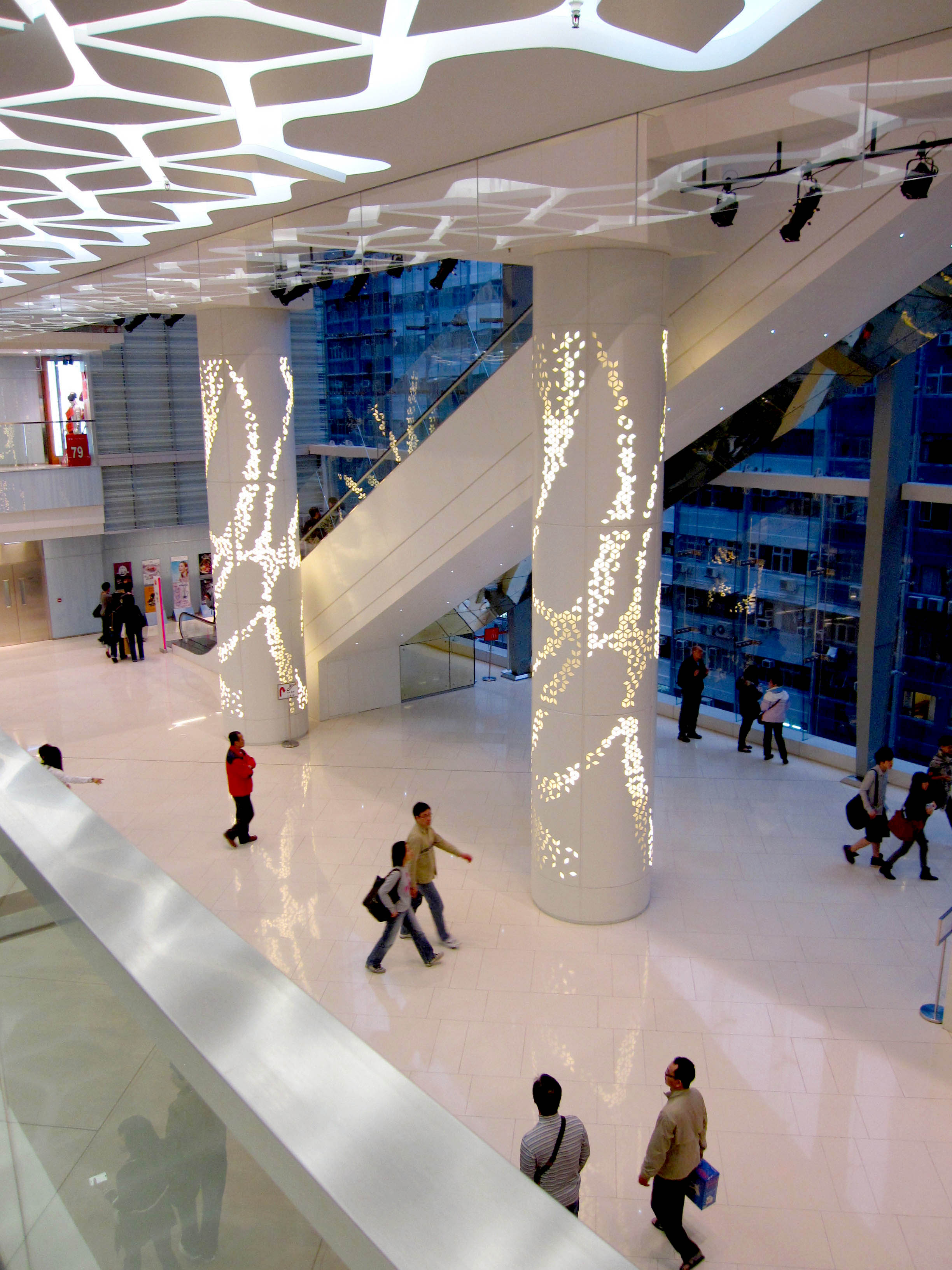
Intérieur du iSQUARE